# José Ramos Castillo
José Ramos Castillo (Castellón de la Plana, 25 de diciembre de 1974) es un deportista español que compitió en natación adaptada. Ganó una medalla de bronce en los Juegos Paralímpicos de Atenas 2004 en la prueba de 4 × 50 m estilos (20 puntos).

## Palmarés internacional
| Juegos Paralímpicos | Juegos Paralímpicos | Juegos Paralímpicos | Juegos Paralímpicos         |
| Año                 | Lugar               | Medalla             | Prueba                      |
| ------------------- | ------------------- | ------------------- | --------------------------- |
| 2004                | Atenas (Grecia)     | Medalla de bronce   | 4 × 50 m estilos (20 ptos.) |